# Barrios (apellido)
El apellido Barrios es originario de España, más exactamente de Vizcaya. En la actualidad, en ese país hay 16.179 personas censadas con Barrios como primer apellido, siendo el 320° más común en España.
En un principio se encontraba en áreas del norte del territorio español como León, Burgos, Guipúzcoa, Vizcaya y Aragón, pero se expandió a la mayor parte de la península con la Reconquista. Hubo, por tanto, distintas casas del apellido, no emparentadas entre sí, de algunas de las cuales tratan los más acreditados genealogistas. El apellido llegó a América con la conquista de dicho continente.
Es un apellido de tipo toponímico, cuyo origen está en el sustantivo barrios, "afueras de una población". Es muy notable la toponimia de la provincia de León con el apellido Barrios; localidades como "Los Barrios de Luna" (junto al río Luna y su embalse), "Los Barrios de Nistoso", "Lombillo de los Barrios", "Villar de los Barrios", "Salas de los Barrios"; así como en la provincia de Burgos "Los Barrios de Bureba" y en la provincia de Palencia "Los Barrios de la Vega". Todo esto en la actual comunidad autónoma de Castilla y León, antigua Corona de Castilla. En Cádiz, Andalucía también se encuentra la villa de Los Barrios.

## Heráldica
Trae por armas: escudo cortado, 1º de plata, dos perros atigrados puestos en palo; y 2º de sinople, dos castillos de oro, entre ellos, un guerrero armado de plata, y otro guerrero en la ventana de la torre de homenaje del castillo a la izquierda. 
Otros traen: de azur, dos peces de plata sobre ondas de plata y azur y una pata de conejo.